# Obdach
Obdach là một đô thị thuộc huyện Judenburg trong bang Steiermark, nước Áo. Đô thị Obdach có diện tích 42,89 km², dân số cuối năm 2005 là 877 người.